# بخش گورگائون
بخش گورگائون (به انگلیسی: Gurgaon district) یک منطقهٔ مسکونی در هند است که در Gurugram division واقع شده‌است. بخش گورگائون ۱٬۲۵۸ کیلومتر مربع مساحت و ۱٬۵۱۴٬۴۳۲ نفر جمعیت دارد.